# Henrique Rupp
Henrique Rupp (Munique, 12 de março de 1854 – Campos Novos, 21 de agosto de 1915) foi um agrimensor, tabelião e político brasileiro.

## Vida
Foi vereador em Campos Novos, assumindo a superintendência (prefeitura) duas vezes, de 1893 a 1898 e de 1911 a 1913. 
Pai de Henrique Rupp Júnior.
Foi deputado à Assembleia Legislativa de Santa Catarina na 3ª legislatura (1898 — 1900), na 4ª legislatura (1901 — 1903), e na 5ª legislatura (1904 — 1906).